# Амазон Прайм Видео
„Амазон Прайм Видео“ (на английски: Amazon Prime Video) е американска видео стрийминг платформа с платен абонамент, собственост на Amazon. Услугата основно разпространява филми и телевизионни сериали, продуцирани или копродуцирани от Amazon MGM Studios или лицензирани от Amazon, наречени Amazon Originals. Предлага съдържание и от други доставчици, включително от типа pay-per-view. Prime Video се предлага както като самостоятелна услуга, така и като част от абонамента Prime на Amazon. Amazon Prime Video е втората по големина видео стрийминг платформа с платен абонамент след Netflix с 200 милиона платени членства. 